# Iridopsis aglauros
Iridopsis aglauros är en fjärilsart som beskrevs av William Schaus 1912. Iridopsis aglauros ingår i släktet Iridopsis och familjen mätare. Inga underarter finns listade i Catalogue of Life.